# Spitzmaulkärpfling

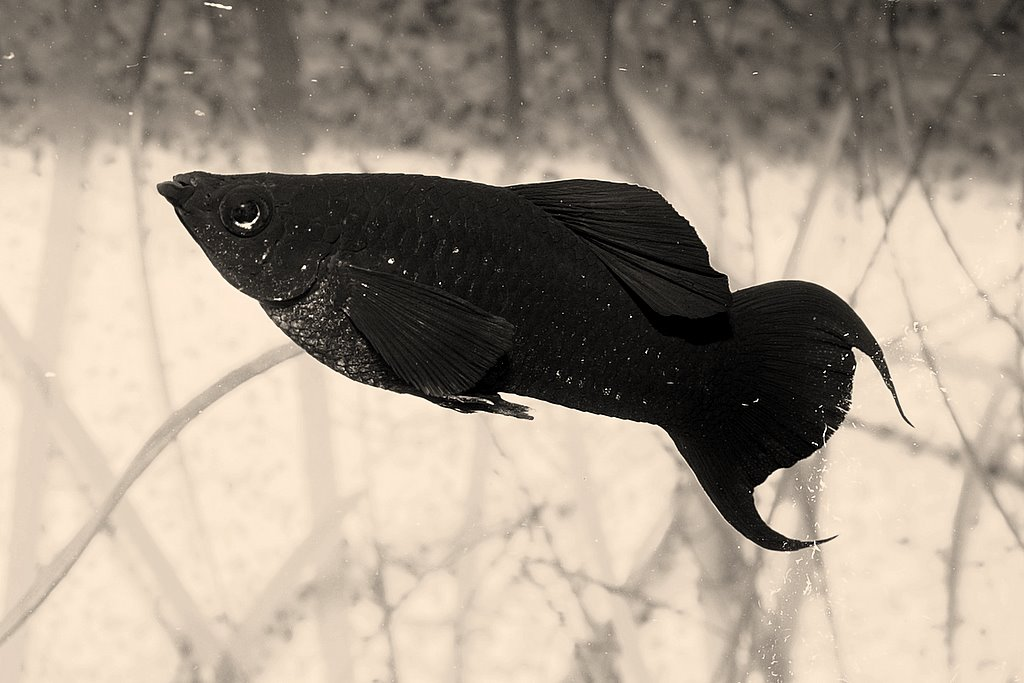
Black Molly, schwarze Zuchtform des Spitzmaulkärpflings

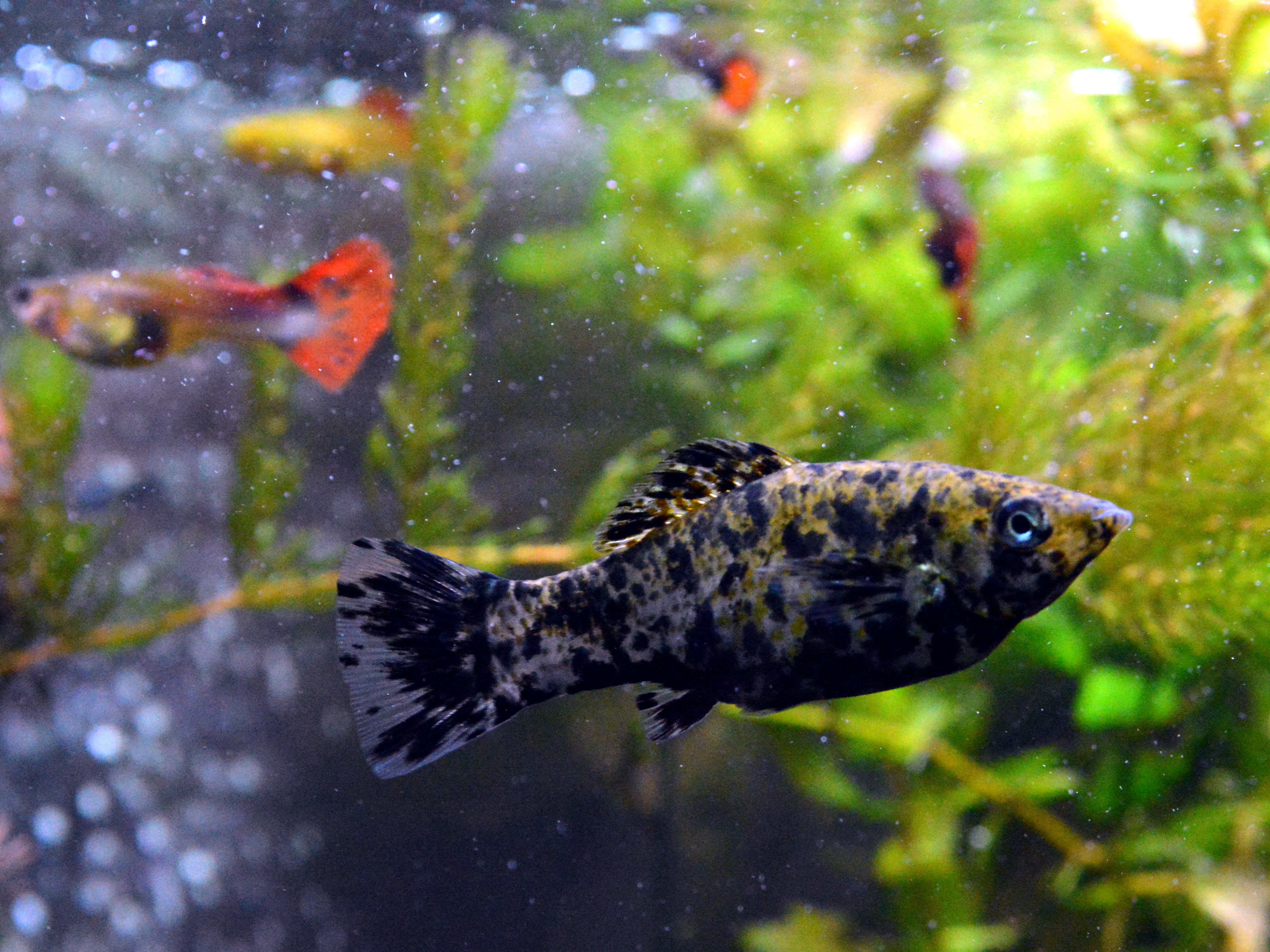
Dalmatiner Molly

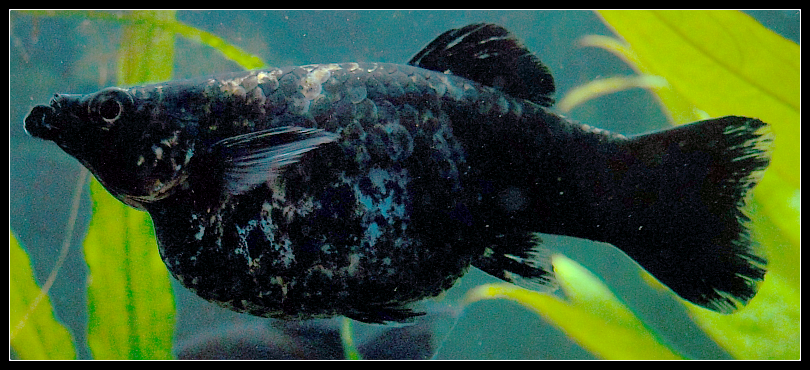
Trächtiges Mollyweibchen

Der Spitzmaulkärpfling (Poecilia sphenops, griechisch sphenops „Spitzkopf“) ist ein in Süd- und Mittelamerika vorkommender Lebendgebärender Zahnkarpfen aus der Gattung Poecilia. Es existieren verschiedene Zuchtformen der Art. Unter der Bezeichnung Black Molly (abgeleitet vom Namen der Untergattung, Mollienesia) hat eine schwarze Zuchtform große Verbreitung als Aquarienfisch gefunden.

## Verbreitung und Lebensraum
Der Spitzmaulkärpfling bewohnt Süß- und Brackwasservorkommen von Texas bis Kolumbien und Venezuela. Wie auch andere Poecilia-Arten ist der Spitzmaulkärpfling in Europa gelegentlich in künstlich erwärmten Gewässern, etwa im Bereich von Kraftwerken, zu finden. Diese Populationen sind auf Besatz durch ehemalige Halter zurückzuführen. Die Art gilt aber noch nicht als etabliertes Neozoon.

## Erscheinung
Der gestreckte Körper erreicht bei männlichen Spitzmaulkärpflingen eine Gesamtlänge von vier bis sechs Zentimetern. Die Weibchen werden mit sechs bis zehn Zentimetern deutlich größer und wirken insgesamt fülliger bei deutlich mehr Körpermasse. Die Männchen besitzen eine zum Begattungsorgan (Gonopodium) umfunktionierte Afterflosse. Die Lebenserwartung beträgt in Gefangenschaft bis fünf Jahre. Der Kopf ist spitz. Die Art bildet eine Vielzahl von Lokalformen mit unterschiedlicher Farbgebung aus, daher ist eine allgemeingültige Beschreibung der Zeichnung nur sehr eingeschränkt möglich. Häufig ist die Grundfärbung blaugrau bis braunoliv. Über die Körperseiten ziehen sich mehrere Längsreihen orangefarbener Tupfen und blaugrün glitzernder Flecken. Die Brust- und Bauchflossen sind meist farblos, die Afterflosse häufig orange. Oft sind schwarze Flecken auf der Rückenflosse zu finden und nicht selten auch ein orangefarbener Saum mit schwarzer Randbegrenzung.
Flossenformel:
- Dorsale 8–9 bei Süßwasserpopulationen, 9–11 bei Brackwasserpopulationen (in der Region des Panama-Kanals)
- Anale 8–10
- Pectorale 14
- Ventrale 6

Der Spitzmaulkärpfling trägt 25 bis 30 Schuppen in einer mittleren Längsreihe (mLR).

## Lebensweise
Mollys sind wärmebedürftiger als viele andere lebendgebärende Arten und bevorzugen Temperaturen zwischen 24 °C und 30 °C und pH-Werte zwischen 7,0 und 8,0. Der Black Molly benötigt wärmeres Wasser als seine olivfarbenen natürlichen Verwandten und Stammformen.
Das Nahrungsspektrum des Spitzmaulkärpflings umfasst neben pflanzlicher Nahrung auch kleine Krebstiere, Insekten und andere Wirbellose. Die Aufwuchsalgen (samt Mikrozoobenthos) können leicht abgeschabt werden, weil der Unterkiefer in sich dank Knorpelstab derart nachgiebig ist, dass die Ober- und Unterkieferzähne miteinander 120° einschließen können (vgl. Ähnliches bei Helostoma temminkii).
Die sehr friedfertige Art pflanzt sich mehrmals im Jahr fort. Nach einer Tragzeit von 26 bis 35 Tagen werden 28 bis 80 Jungfische mit einer Größe zwischen sechs und acht Millimeter geboren. Bei ausreichendem Nahrungsangebot stellen die Eltern ihrem Nachwuchs nicht nach.

## Systematik
Die taxonomische Beurteilung des Spitzmaulkärpflings ist schwierig. Die Art ist polytypisch und mehrere ihrer teilweise stark differenzierten Populationen wurden als eigenständige Arten beschrieben. Diese neuen Artbezeichnungen wurden später zu Synonymen erklärt. Teilweise wurden Synonyme aber auch revalidisiert, beispielsweise wird dem Mangroven-Molly (Poecilia orri) wieder Artrang eingeräumt.

## Zuchtformen
Von der erstmals 1899 in Deutschland eingeführten Art existiert eine Reihe von züchterisch beeinflussten Varianten. Insbesondere der seit 1909 bekannte Black Molly ist weit verbreitet. Der Black Molly ist eine Zuchtform mit charakteristisch schwarz-samtigem Glanz. Den Zuchtformen gemein ist eine im Vergleich zur Wildform höhere Empfindlichkeit und eine damit verbundene geringere Lebenserwartung. Die Zuchtziele werden seit 1989 durch einen internationalen Standard fixiert.
Die Zuchtformen variieren beispielsweise nach der Schwanzflosse (Gabelschwanz oder Lyra) oder nach der Färbung: So gibt es neben den schwarzen Black Mollys auch Goldmollys, Dalmatiner-Mollys (schwarz und silbern), reine Silbermollys und anderen Varianten wie Goldpuder-Mollys und Gold-Schwarz-Mollys. Vor allem bei den Silbermollys und den Silber-Marmor-Mollys beruht der Zuchterfolg teilweise auf einer Hybridisierung mit Segelkärpflingen, so dass diese Tiere größer werden und in der Aquarienhaltung eine leichte Salzzugabe sinnvoll sein kann.
Die Variante Ballon Mollys gilt aufgrund ihres s-förmigen verkrümmten Rückens als Qualzucht.

## Aquaristik
Die Aquaristik konzentriert sich in der Regel auf den als Zierfisch beliebten Black Molly.
Die agilen, schwimmfreudigen und wärmeliebenden Black Mollys benötigen für eine artgerechte Haltung ab einer bestimmten Individuenanzahl ein Becken von mindestens 120 Zentimeter Länge und 100 Liter Inhalt.
Die tagaktiven Tiere finden ideale Lebensbedingungen bei einer dichten Bepflanzung an Wasserflora (bewährt hat sich z. B. Hornblatt (Ceratophyllum ssp.), da es viel Sauerstoff bildet und ideale Umweltbedingungen schafft) als Versteckmöglichkeit, v. a. für Brut und Jungfische, und genügend Freiraum als Schwimmfläche. Black Mollys haben ein ausgesprochenes Sozialverhalten und sollten daher nur in Gruppen von fünf bis sechs Exemplaren gehalten werden. Als Geschlechterverhältnis sind zwei bis drei Weibchen pro Männchen anzustreben. Die Weibchen sind in der Regel sehr fruchtbar und können sich mehrfach im Jahr fortpflanzen. Nach einer Tragezeit von ca. vier Wochen können 30, 80 bis maximal 100 Jungfische geboren werden. So kann sich in relativ kurzer Zeit eine starke Population entwickeln, welche durch Inzucht degenerieren kann. Die Elterntiere betreiben keinerlei Brutpflege und fressen teilweise die kleinen Larven, so dass die Brut nur im Dickicht eines dichten Wasserpflanzenbestandes gewisse Überlebenschancen bekommt. Einem Überstand an Mollyjungfischen kann auch mit Fressfeinden im Aquarium entgegengewirkt werden.
Black Mollys sind Allesfresser, weiden Blätter nach Algenaufwuchs ab und können mit Gemüsepartikeln wie Spinat, zerdrückten Erbsen, daneben auch Vogelmiere, Wasserlinsen, Futter auf Algenbasis und handelsüblichem Trockenfutter ernährt werden. Tierische Zusatznahrung wie Enchyträen, Artemia, Cyclops, Wasserflöhe und Mückenlarven (weiße, rote und schwarze Mückenlarven) fördern die Fischgesundheit nachhaltig. Als Faustregel gilt, nur soviel Futter in kleineren Mengen zuzuführen, wie es vor dem Absinken aufgenommen werden kann. Überfütterung ist in jedem Fall zu vermeiden, da auf den Boden sinkende Futterreste die Wasserqualität stark beeinträchtigen und die Nitratwerte stark anwachsen lassen. Auch das übermäßige Ausscheiden von Fischkot und seiner Abbauprodukte infolge einer Überfütterung erhöhen diesen Wert. Black Mollys reagieren relativ empfindlich auf zu hohe Nitratwerte, was ihre Krankheitsanfälligkeit negativ beeinflusst. Um dem vorzubeugen, wird eine leistungsfähige Aquarienfilterung, das regelmäßige Absaugen von Sinkstoffen und Mulm vom Bodengrund und ein 25%iger Wasserwechsel pro Woche empfohlen.
Black Mollys benötigen eine möglichst gleichbleibende Wassertemperatur zwischen 25 und 28 Grad Celsius, ein pH-Wert von 7,5 bis 8,2 und eine Wasserhärte von 18-30 dH°, sowie eine gute Wasserqualität. Dies zeigt sich in einem Gesellschaftsaquarium darin, dass Black Mollys häufig als erste Spezies darauf reagiert. Indizien darauf sind an den Körper eingeklemmte Flossen, eine geringere Aktivität oder ein apathisches Verhalten am Bodengrund. Eine Erhöhung der Temperatur auf die Idealwerte, eine dosierte Zugabe von Meersalz und ein Teilwasserwechsel kann dem entgegenwirken.
Black Mollys zeigen ein ausgeprägtes Sozialverhalten. Eine Haltung in gleichgeschlechtlichen Gruppen beugt einer unkontrollierten Massenvermehrung vor. Erst in Anwesenheit von Weibchen zeigen erwachsene Männchen ein ausgeprägtes Balzverhalten gegenüber Weibchen und Aggression gegenüber anderen rivalisierenden Männchen. ♂ Black Mollys bedrängen und verfolgen Weibchen und versuchen sie durch wiederholte Schnauzenberührung am Bauch zur Fortpflanzung zu stimulieren. In der Praxis haben sich Gruppen von vier bis fünf Männchen bewährt, da diese mit Rangkämpfen beschäftigt sind und die Weibchen weniger bedrängen.
Eine häufige Krankheit die bei Haltungsfehlern bei Mollys und anderen Zierfischarten auftritt ist die Pünktchenkrankheit (Ichthyophthiriose).